# Helicobacter pylori
Helicobacter pylori [helikobákter pilóri] je vrsta mikroaerofilnih gramnegativnih ukrivljenih ali spiralastih bacilov iz rodu Helicobacter s 4 do 7 polarnimi bički, ki z ureazo nevtralizira kislost v svojem neposrednem okolju, povzroča vnetje želodčne sluznice in razjede v želodcu in dvanajstniku. Staro ime bakterije je Campylobacter pyloridis. Odkrila sta jo leta 1982 Barry Marshall in Robin Warren ter ugotovila, da je bakterija prisotna pri bolnikih s kroničnim gastritisom in peptičnimi razjedami; pri omenjenih boleznih dotlej ni bilo znano, da bi ju povzročali mikroorganizmi. Helicobacter pylori povezujejo tudi z nastankom razjed v dvanajstniku in raka na želodcu. Vendar več kot 80 % ljudi, okuženih z bakterijo, nima nobenih znakov okužbe in morda ima bakterija pomembno vlogo v naravni flori želodca. Rod Helicobacter je dobil ime po vijačni oz. helični obliki teh bakterij; oblika bakterije naj bi imela pomembno vlogo pri prodiranju bakterije v želodčno sluznico.
Pri več kot 50 % svetovnega prebivalstva je prisotna okužba zgornjih prebavil s H. pylori. Okužba je pogostnejša v državah v razvoju, pojavnost okužbe se v zahodnem svetu zmanjšuje.

## Mikrobiologija
H. pylori je bacil vijačne oblike (vendar ne spada med spirohete). Gre za gramnegativno, okoli 3 mikrometre dolgo bakterijo s premerom okoli 0,5 mikrometra. Spada med mikroaerofile, kar pomeni, da za preživetje potrebuje le majhne količine kisika, manjše od tistih v zračni zemeljske ozračju. Vsebuje encim hidrogenazo, ki pomaga bakteriji pridobivati energijo z oksidacijo molekulskega vodika (H2), proizvedenega v bakterijah črevesne flore. Proizvaja oksidazo, katalazo in ureazo. Tvori lahko biofilm. Zmožna je pretvorbo iz vijačne v kokoidno obliko, ki je sicer sposobna preživetja, vendar se ne da kultivirati.
H. pylori vsebuje 5 poglavitnih družin zunanjemembranskih beljakovin. Največja družina zajema nekatere poznane in nekatere domnevne adhezine. Druge štiri beljakovinske družine zajemajo porine, prenašalce železa, beljakovine bičkov in beljakovine z neznano funkcijo. Kot je značilno tudi za druge gramnegativne bakterije, njihova zunanja membrana sestoji iz fosfolipidov in lipopolisaharidov (LPS). Lipopolisaharidni antigen O je lahko fukoziliran in je podoben Lewisovim antigenom krvne skupine, ki se nahajajo na epiteliju želodca. Zunanja membrana vsebuje tudi glukozide holesterola, ki jih sicer najdemo le pri redkih bakterijah. H. pylori ima 4 do 6 lofotrihnih bičkov (na enem ali obeh polih) in vse vrste helikobakterjev, ki naseljujejo želodec ali jetra, so zelo gibljivi zaradi prosotnih bičkov. Filamenti bičkov z značilno strukturo v ovojih so sestavljeni iz dveh kopolimeriziranih flagelinov, FlaA in FlaB.

### Dednina
Poznani so številni različni sevi H. pylori in doslej so bila popolnoma določena zaporedja nukleotidov genomov treh sevov. Genom seva "26695" je sestavljen iz okoli 1,7 milijona baznih parov z okoli 1.550 geni.

## Znaki okužbe
Pri več kot 80 % okuženih ljudi se simptomi sploh ne pojavijo. Akutna okužba se lahko kaže v obliki akutnega gastritisa, ki ga spremljajo bolečine v trebuhu in siljenje na bruhanje. Če gastritis napreduje v kronično obliko, lahko nastopijo simptomi neulcerozne dispepsije: bolečine v trebuhu, siljenje na bruhanje, napihovanje, spahovanje in včasih bruhanje.
Bolniki z okužbo s H. pylori imajo 10- do 20-odstotno tveganje, da se tekom življenja pri njih pojavijo peptične razjede, in 1- do 2-odstotno tveganje za pojav raka na želodcu. Če vnetje prizadene pilorični antrum (del želodca ob vratarju), obstaja večje tveganje za pojav razjed v dvanajstniku, če pa je vnetje prisotno v predelu želodčnega korpusa, je večja verjetnost za nastanek želodčnih razjed in raka na želodcu.

## Diagnoza
Gastritis zaradi okužbe s Helicobacter pylori se lahko diagnosticira iz vzorcev sluznice, odvzetih ob endoskopski preiskavi (histološki pregled prizadete sluznice, hitri ureazni test, kultivacija bakterij, dokaz bakterij s polimerazno verižno reakcijo (PCR)) ali pa s pomočjo neinvazivnih metod (dihalni test s sečnino, serološke preiskave).

## Zdravljenje
Smernice  za zdravljenje okužbe s H. pylori ob prisotni peptični razjedi so bile v Evropi in ZDA sprejete leta 1997, istega leta pa so jih sprejeli tudi v Sloveniji.
Če pri bolniku s peptično razjedo prepoznajo okužbo s H. pylori, je cilj zdravljenja izkoreninjenje okužbe ter s tem omogočitev zaceljenja razjed. Standardna oblika zdravljenja prvega izbora je tritirno zdravljenje s kombinacijo zaviralca protonske črpalke (npr. omeprazol, lansoprazol) in dveh antibiotikov (klaritromicin in amoksicilin). Obstaja več različic trojnih kombinacij zdravil, na primer drug zaviralec protonske črpalke (pantoprazol ali rabeprazol) ter uporaba metronidazola namesto amoksicilina (pri bolnikih, preobčutljivih na peniciline).
Uspešnost zdravljenja okužbe je odvisna zlasti od odpornosti klice na uporabljena antibiotika in od bolnikove sodelovalnosti. Zaradi čedalje pogostejše odpornosti H. pylori proti antibiotikom znanstveniki zadnje čase intenzivno iščejo cepivo proti okužbi.